# WAVE出版
株式会社WAVE出版（ウェーブしゅっぱん）は、東京都江東区に本社がある日本の出版社。主に文芸、社会、自己啓発、ビジネス、エッセイ、実用書などの書籍を出版している。

## 沿革
- 1987年5月12日 - WAVE出版創立。東京都杉並区高円寺南に事務所を開設。
- 1987年11月 - 東京都千代田区五番町に事務所を移転。
- 1988年5月12日 - 株式会社ウエーブ・パブリッシャーズとして法人登記。
- 1989年5月 - 書籍第1弾の『国際ビジネス法ハンドブック』を刊行。
- 1991年4月 - 東京都千代田区九段南のシルキーハイツに移転。
- 1994年6月 - 東京都千代田区九段北の山崎ビルに移転。
- 1998年10月 - 東京都千代田区九段南の仙波ビルに移転。
- 2003年7月 - 東京都千代田区九段南の九段藤山ビルに移転。
- 2007年12月 - 中小企業の経営者を応援する月刊誌「BUSINESS SUPPORT」（東京商工リサーチ発行）の編集・発売を開始（2009年3月号まで刊行）。
- 2009年10月13日 - 1Fで実験的に「WAVE SHOP」を開店（11月13日閉店）。
- 2010年4月 - WAVE文庫を創刊。
- 2011年6月 - 九段南JPR市ヶ谷ビルへ移転。商号を株式会社ＷＡＶＥ出版に変更。
- 2012年5月 - 創立25周年を迎える。児童書部門創設。
- 2017年2月 - 九段ニッカナビルへ移転。
- 2018年12月 - 株式会社ぎょうせいのグループ会社の一員となる。
- 2024年11月 - 江東区新木場に移転。

## 出版物
- 『新ニッポン見聞録』（ピーター・フランクル）
- 『彼女が総合職を辞めた理由』（秋葉ふきこ）
- 『英和和英 金融用語辞典』（アイエスエス編著）
- 『借りてはいけない』（行徳峰史）
- 『捨て犬を救う街』（渡辺眞子）
- 『片づけられない女たち』（サリ・ソルデン著、ニキ・リンコ訳）
- 『不倫の恋で苦しむ男たち』（亀山早苗）
- 『どろぼうの神さま』（コルネーリア・フンケ著、細井直子訳）
- 『25歳からのコツ』シリーズ（ハッピーライフ研究会）
- 『産廃コネクション』（石渡正佳）
- 『ずっと彼氏がいないあなたへ』（岩月謙司）
- 『28歳からのリアル』シリーズ（人生戦略会議）
- 『アメリカの高校生が学ぶ経済学』（ゲーリー E. クレイトン著、大和証券商品企画部訳、大和総研教育事業部監訳）
- 『田中宥久子 美の法則』（田中宥久子）
- 『ビッグツリー』（佐々木常夫）
- 『田中宥久子 生きる美学』（田中宥久子）
- 『焼かれる前に語れ』（岩瀬博太郎、柳原三佳）
- 『FutureX』（ニコン協力）
- 『救う男たち』（亀山早苗）
- 『まずはフツーをきわめなさい』（人生戦略会議）
- 『余命ゼロを生きる』（佐藤由美）
- 『働く幸せ』（大山泰弘）
- 『2010ハローキティの夢をかなえるハッピーBOOK』（サンリオ協力）
- 「星座シリーズ」（石井ゆかり (占星術師)）
- 『私にはもう出版社はいらない』（佐々木俊尚特別寄稿、アロン・シェパード著、平林祥訳）
- 『そうか、君は課長になったのか。』（佐々木常夫）
- 『働く君に贈る25の言葉』（佐々木常夫）
- 『究極の判断力を身につけるインバスケット思考』（鳥原隆志）
- 『社長は少しバカがいい。』（鈴木喬）
- 『子宮を温める健康法』（若杉友子）